# Hamburger Klára
Hamburger Klára (Budapest, 1934. szeptember 29. –‎ ?, 2025. augusztus 17.) zenetörténész, Liszt-kutató, az MTA doktora.

## Élete
Zsidó polgári családban született, édesapja sebészorvos volt, és erre a pályára szánták szülei, de a nyolcéves korától folytatott zongoratanulmányok miatt zenésznek készült. A nyilasuralom idején a fővárosban bujkált családjával. 
Az Állami Zenekonzervatóriumban végzett zongora szakon. Mivel elsőre nem vették fel a Zeneakadémiára, egy évet az ELTE Bölcsészettudományi Karának magyar―francia szakán tanult. 1954-ben került be a Liszt Ferenc Zeneművészeti Főiskola zenetudomány szakára. Szabolcsi Bence, Bartha Dénes, Bárdos Lajos, Gárdonyi Zoltán és Kókai Rezső voltak a főszakon tanárai. 1957-ben házasodott össze Kertész Ivánnal, a későbbi operakritikussal, rádiós szerkesztővel. 1959-ben kapta meg oklevelét.
Végzés után a Magyar Tudományos Akadémia könyvtárában gyakornok, majd az Országos Széchényi Könyvtár zeneműtárában dolgozott könyvtárosként. 1966-tól 1989-es nyugdíjazásáig a Gondolat Kiadó irodalmi és művészeti szerkesztőségének felelős szerkesztője. 1981-ben szerezte meg a zenetudományok kandidátusa tudományos fokozatát, és 1982-ben lett bölcsészdoktor. 2003-ban akadémiai doktori címet szerzett. Oktató munkája keretében 1999-ben és 2002-ben „Liszt Ferenc zenéje” címen kollégiumot tartott a Zeneművészeti Egyetem zenetudományi szakos hallgatóinak, emellett DLA és PhD mestervizsgák opponense és zsűritagja.
Fő kutatási területe Liszt Ferenc élete és zenéje. Ebben a témakörben számos tanulmánya, könyve jelent meg magyar és idegen nyelveken. Európa és Észak-Amerika több országában tartott előadásokat (Ausztria, Belgium, Franciaország, Hollandia, Németország, Olaszország, Svédország, Ukrajna, Amerikai Egyesült Államok, Kanada).
Az MTA Zenetudományi Bizottságának alelnöke, 1991 és 2005 között a magyar Liszt Ferenc Társaság főtitkára volt.

## Könyvei
- Liszt Ferenc (kismonográfia). Gondolat Könyvkiadó, Budapest, 1966. 2. bővített, javított kiadás 1980. Németül: Corvina Könyvkiadó, Budapest, 1973, bővített, javított kiadás 1986. Angolul: Corvina, Budapest, 1986
- Kókai Rezső; Zeneműkiadó, Budapest, 1968 (Mai magyar zeneszerzők)
- Szerkesztésében: Franz Liszt. Beiträge von ungarischen Autoren. Corvina, Budapest, 1973. ISBN 9789631300888
- Fordításában és jegyzeteivel: Cosima Wagner: Napló, 1869–1883. Válogatás; vál., szerk., előszó: Kroó György; Gondolat, Budapest, 1983. ISBN 9789632813332
- Liszt-kalauz. Zeneműkiadó, Budapest, 1986. ISBN 0619001093852
- Franz Liszt. Lettres à Cosima et à Daniela. Mardaga, Sprimont (Belgium), 1996. ISBN 9782870095492
- Franz Liszt. Briefwechsel mit seiner Mutter. Eisenstadt, 2000. ISBN 9783901517228
- Szerkesztésében: Liszt 2000. Liszt Ferenc Társaság, Budapest, 2000. ISBN 9789630037297
- Fordításában: Schiff András: A zenéről, zeneszerzőkről, önmagáról; Vince, Budapest, 2003 + CD. ISBN 9789639323995
- Liszt Ferenc zenéje. Balassi, Budapest, 2010. ISBN 9789635068357
- Franz Liszt. Leben und Werk. Böhlau, Köln/Weimar/Wien 2011. ISBN 9783412205812
- Unveröffentlichte Liszt-Briefe aus Weimar und Dresden. Studia Musicologica, 56 (1). pp. 39–70. 2015. ISSN 1788-6244
- Fordításában: Kenneth Hamilton: Az aranykor után – Romantikus zongorajáték és modern előadás. Rózsavölgyi, Budapest, 2018. ISBN 9786155062384
- „Nem pusztán zenész” – Tanulmányok Liszt Ferencről. Rózsavölgyi, Budapest, 2019. ISBN 9786158053327

## Díjai, elismerései
- 1977 ― Szocialista Kulturáért
- 2007 ― Szabolcsi Bence-díj